# 国家弁士
国家弁士（独 : Reichsredner）は、修辞的訓練を受けた国家社会主義ドイツ労働者党の演説を専門とする要職であり、党の宣伝指導部を代表して各地の集会に弁士として派遣された。 
1933年以前は、国家弁士のほかに、大管区弁士、地域弁士、学生弁士が存在していたが、学生弁士は党の集会でのみ演説が許されていた。
1937年の『党組織要覧（Organisationsbuch der NSDAP）』には、党の演説家が全部で5つのカテゴリーに分類されていた。
- 1, 国家弁士（Reichsredner）
- 2, 特攻弁士（Stoßtruppredner ）及び特攻弁士候補（Stoßtruppredner-Anwärter）
- 3, 大管区弁士（Gauredner）
- 4, 管区弁士（Kreisredner）
- 5, 専門弁士（Fachredner）

## 演説の指導訓練
1924年、ミュンヘンにナチ党の講演者養成施設が存在していたが、アドルフ・ヒトラーにより、1925年の秋に解散した。当時のナチ党は講演者や演説家が不足しており、1928年の選挙時には全国で約2万件の集会に300人の講演者しか動員できなかったため、ナチ党は新たに弁士の育成に取り組むこととなった。
1928年に『民族の観察者（Völkischer Beobachter）』に掲載されたアピールの中で、ヒトラーは次のように書いている。
1928年、当時、上バイエルン大管区指導者であったフリッツ・ラインハルトは、次世代を担う弁士の「育成」を始めた。ラインハルトは、通信講座の設立の経験があり、1929年6月10日、ハインリヒ・ヒムラーの提案により、ヘルシング・アム・アマーゼーに養成所が設立されヒトラーから正式に認められ、「党国家弁士養成所（Reichsrednerschule der NSDAP）」という名称が与えられた。この機関は、1930年11月15日から「全国宣伝部第II部（Reichspropaganda-Abteilung II）」という名称で運営されていた。養成所のコースは9ヶ月間で、教材も用意されていた。
ラインハルトは演説の教本や講演資料などの出版も行っていた。教本は、演説におけるレトリックを向上させることを目的とし、体力訓練なども行われた。演説草稿の資料では、基本的な政治問題や時事的なトピックが扱われた。ラインハルトによれば、1933年にナチ党が権力を掌握するまでに、約6,000人がこれらの講習に参加したといわれる。 
1933年以前、弁士の配置は大管区指導部が管理していたが、後にナチ党の全国宣伝指導部の「扇情部（Amtsleitung Aktive Propaganda）」が管理するようになった。1933年以前は、講演者は旅費を自腹で払わなければならないことが多かった。入場料や集金から支払われる料金は、時間差で設定されており、集会の参加者数が少ない場合は免除されなければならなかった。
ナチ党の組織要覧には、訓練された弁士の機能と入学条件が次のように記されている。